# Bornholm.nu
Bornholm.nu er en elektronisk privatejet lokalavis på Bornholm, som begyndte at udkomme den 1. september 2001. Netavisen er 100 % reklamefinansieret, og er den længstlevende danske netavis, der ikke udgives sammen med en papiravis eller af et dagblad.
Bornholm.nu har ifølge Google Analytics 13.000 unikke besøgende dagligt og omkring 3 millioner sidevisninger pr. måned.[kilde mangler]
Ejer og ansvarshavende chefredaktør er Bjarne Hansen.